# Videocipher

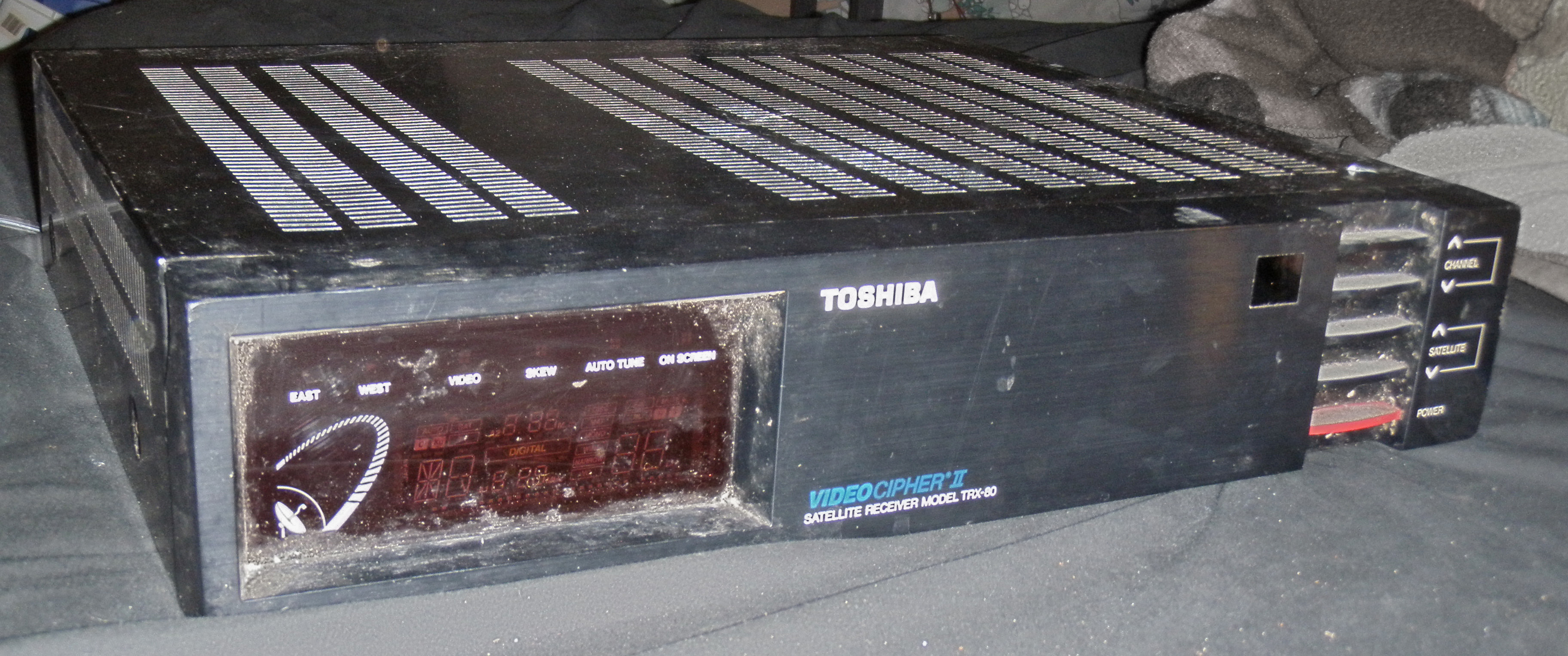
Videocipher de receptor per satèl·lit de intrumentació genernal de Toshiba.

VideoCipher és una marca d'ordinador analògic que barreja equip per a cable i televisió per satèl·lit inventat el 1983 per Corporació Linkabit, que va ser adquida per Ma/Com el 1985. Comprada finalment Ma/Com per General Instrument el 1987. Actualment, la tecnologia Videocipher està controlada per la Corporació de Motorola. Que Videocipher barregi les dades normalment implica l'esquema d'encriptació de Des. Amb el canvi a satèl·lit digital i transmissió per cable digital, Videocipher va començar a desaparèixer, i es retirava totalment el 31 de desembre, de 2008.

## Variants
Hi ha unes quantes variants del sistema de mescla Videocipher:

### Videocipher I
Aquesta era la primera versió del sistema Videocipher que va ser presentada primer per Linkabit el 1983.
També coneguda com a Videocipher Ib, aquesta variaant sobre Videocipher es feia servir habitualment per esports. La Cbs va fer servir aquest sistema des de 1987 fins a mig-1990 per encriptar les seves transmissions als afiliats als satèl·lits Telstar 301 i Telstar 302.
Al Canadà, la cadena de televisió DE Ctv també feia servir aquesta tecnologia als seus menus de xarxa. Amb aquest sistema el vídeo es barreja per mitjà de reodenació el vídeo escanneja línies, mentre que tot l'àudio roman en clar. Aquest sistema es deixava d'usar durant els primers anys 2000.
El sistema Videocipher (VCI) era inicialment considerat per a l'ús per HBO durant els anys 1980. HBO provava VCI extensament, però finalement el va rebutjar a favor de Videocipher II. L'ús de HBO de VCI hauria exigit desbarrejadors per a espectadors de satèl·lit domestics. Així es va decidir que VCI era massa car per a l'ús dels consumidors.
El sistema de barreja Leitch Viewguard que es fia servir per subministrar senyal de satèl·lits també fa servir la mateixa reordenació de línia de vídeo, mentre que també l'Abc i Fox feien servir Viewguard per subministrar xarxa analògica als seus afiliats poc abans de canviar-se a distribució de satèl·lit digital el 2005 (per a Abc) i 2004 (per a Fox).

### Videocipher II

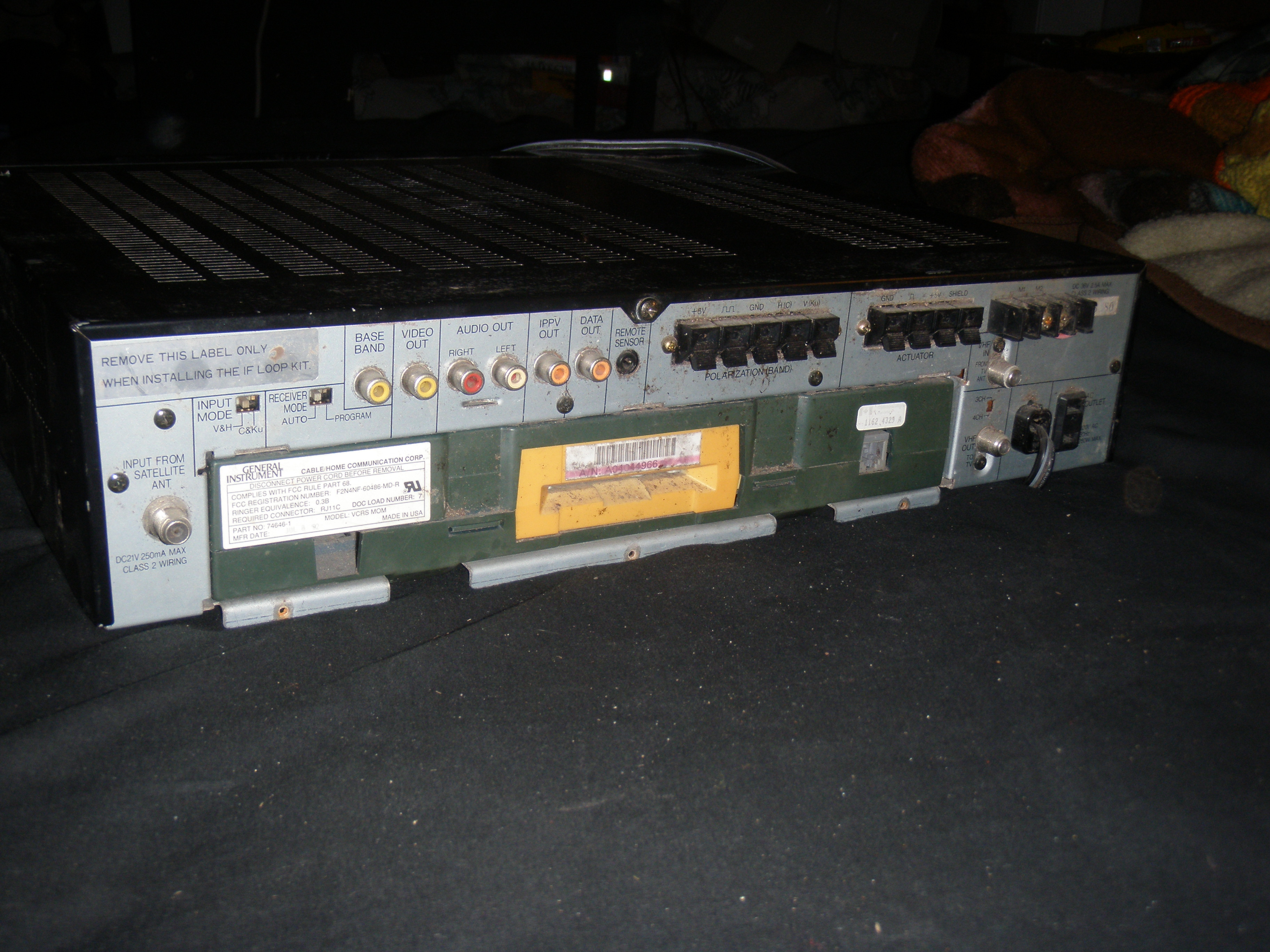
Par del darrere del sistema de satèl·lit VideoCipher II de 1992 imatge de dalt

Aquest va ser el primer sistema de barreja de senyal adreçat al consumidor. Es començava a provar el 1985 en els transponedors de satèl·lits HBO en Satcom 3R i Galaxy 1 i entrava en ple ús el gener de 1986 per Hbo, i durant dos anys es va fer servir per una majoria de programadors de televisió per cable. Tanmateix, els lapses en la seva seguretat permetien alguns pirates modificar el desbarrejador per rebre programació lliure. El 1991, els programadors començaven a eliminar el sistema VCII a favor del sistema més segur Videocipher II Plus (RS). El sistema s'eliminava plenament el 1993. Originalment venuts com una caixa de descodificador autònoma que constava d'un descodificador plenament electrònic i el mòdul de desbarreja present, alguns fabricants de sistema de satèl·lit començaven a fabricant els seus receptors amb el mòdul instal·lat. Aquest sistema funciona per encriptar tant àudio (en el so digital) com vídeo. Un descodificador Videocipher II encara és capaç de descodificar només la porció de vídeo d'un Videocipher II Plus.
A més, a finals dels vuitanta i començament dels noranta, mòduls de VideoCipher II que s'havien piratejat, començaven a rebre contramesures electròniques constants "Claus" (ECM) que canviaven cada mes. Més tard, les claus començaven a canviar constantment per a canals de pay per view i HBO.
Una companyia anomenada Magna Systems enviaria per fax claus mensuals als comerciants de satèl·lit i els comerciants distribuirien les claus als seus clients. Magna Systems advertia que els programadors començarien a fer circular claus cada pocs dies.
En resposta a la freqüència creixent de canvis clau, els pirates emprenedors ideaven més mitjans eficaços de repartir les claus noves a les caixes piratejades. Entre aquests dispositius hi ha els mòdems "VMS" que quan s'afegeixen al mòdul Videocipher els permetien descarregar aotomàticament les claus actualitzades.
Després que HBO deixés el VideoCipher II a favor del VideoCipher II Plus (RS), altres programadors feien el mateix. Tenir un mòdul de VideoCipher II ja no valia la pena llevat que l'espectador volgués veure programació X sense àudio.
Alguns espectadors que tenien tant cable com satèl·lit varen trobavar un camí per casar àudio i vídeo. Els espectadors varen trobar un mètode per portar àudio per una línia de cable i vídeo des de satèl·lit amb el seu VideoCipher II i ficar tots dos als seus gravadors de video i televisors.
A causa del VideoCipher II Plus més avançat, el vídeo pot semblar que "parpelleji" en un mòdul de VideoCipher II vell. Si el mòdul té un xip pirata instal·lat, el parpelleig pot o pot no ser un problema.

### Videocipher II+/RS
El 1992, després d'anys d'escletxes de seguretat amb el sistema Videocipher II, el Videocipher II Plus es convertia en estàndard. El 1993, tota la programació VCII s'eliminava. Aquest és un sistema de seguretat més alta amb dues variants. El sistema Videocipher-RS (RS per a la Seguretat Renovable) és el Videocipher II Plus sistema amb una ranura al darrere del mòdul de descodificador on es podria introduir una tarjeta per millorar la seguretat si el VCII si alguna vegada el sistema s'arribava a piratejar.

## Obsolescència tecnològica
El General Instrument deixava la producció de mòduls VC II+ RS el 1998 a favor del seu sistema DigiCipher. Durant els deu anys següents, els radioemissors emigraven a la transmissió digital i abandonaven els seus serveis analògics. L'octubre de 2008, s'anunciava per Motorola que el seu centre d'autorització ja no autoritzaria descodificadors nous després de 31 de desembre, de 2008, i que el canals de Videocipher analògics existents es canviarien totalment a transmissió digital després d'aquella mateixa data.